# 伊勢例幣使
伊勢例幣使（いせれいへいし）（神嘗祭例幣使/例幣使/四姓の使）（現在：神嘗祭賢所の儀）伊勢神宮の毎年の神嘗祭に天皇、朝廷より幣帛を奉献する勅使。またはその発遣の儀式。勅使発遣の儀では天皇自ら神宮を遥拝する。

## 概要
朝廷では古くから伊勢神宮の毎年の神嘗祭に幣帛を奉献するための祭使が送られた。これを例幣使、伊勢例幣使と呼び、王氏五位以上と中臣氏、忌部氏などから任じた。王氏は勅使、中臣氏は宣命、忌部氏は幣帛のことをそれぞれ担当した。
記録では奈良時代の養老五年（721年）が初見。
応仁の乱で中絶していたが、江戸時代はじめの正保四年（1647年）に日光例幣使を出すことと引き換えに徳川幕府の協力を得て復興した。
現在の宮中祭祀では大祭の「神嘗祭賢所の儀」に相当し、天皇自ら栽培された稲を懸税（かけぢから）として神宮にお供えされている。